# 2011 SM173
2011 SM173 – niewielka (średnica ok. 12 m) planetoida z grupy Apolla. 30 września 2011 roku minęła Ziemię w odległości około 0,0019 j.a.
Prawdopodobieństwo uderzenia w Ziemię jest niewielkie (poniżej 1 promila), a rozmiar planetoidy na tyle mały, że w przypadku zderzenia spaliłaby się w atmosferze. Z tego względu w skali Torino 2011 SM173 otrzymała 0 (brak zagrożenia).